# Victoria Salmon Kings
Victoria Salmon Kings byl profesionální kanadský klub ledního hokeje, který sídlil ve Victorii v provincii Britská Kolumbie. V letech 2004–2011 působil v profesionální soutěži East Coast Hockey League. Salmon Kings ve své poslední sezóně v ECHL skončily v semifinále play-off. Své domácí zápasy odehrával v hale Save-On-Foods Memorial Centre s kapacitou 7 006 diváků. Klubové barvy byly námořnická modř, zlatá, stříbrná a bílá.
Založen byl v roce 2004 po přestěhování týmu Baton Rouge Kingfish do Victorie.

## Přehled ligové účasti
Zdroj: 
- 2004–2010: East Coast Hockey League (Západní divize)
- 2010–2011: East Coast Hockey League (Horská divize)